# 戈洋麗脂鯉
戈洋麗脂鯉，為輻鰭魚綱脂鯉目脂鯉亞目脂鯉科的其中一個種，為熱帶淡水魚，分布於南美洲巴西托坎廷斯河上游流域，體長可達9公分，棲息在水質清澈且快速的岩石底質河流，屬雜食性，生活習性不明。

## 扩展阅读
維基物種上的相關：戈洋麗脂鯉